# François Ledard
François Ledard, né le 5 janvier 1766 à Vacherauville (Meuse), mort le 8 septembre 1812 à Borodino (Russie), est un militaire français de la Révolution et de l’Empire.

## États de service
Il entre en service le 13 mai 1783, comme soldat au régiment des Deux-Ponts-dragons, il devient brigadier le 10 juillet 1787, fourrier le 1er janvier 1791, maréchal des logis le 25 avril 1792, et adjudant sous-officier le 10 mai suivant. 
Il fait avec honneur les guerres de 1792 à l’an IX, aux armées du Nord, de l’Ouest, de Sambre-et-Meuse, d’Italie, d’Angleterre, et des Alpes. Il est nommé successivement, sous-lieutenant le 1er janvier, lieutenant le 1er septembre, et capitaine le 15 novembre 1793. Il se distingue particulièrement aux affaires qui ont lieu les 18 et 19 avril 1797, au Passage du Rhin, et le 22 avril suivant au passage de la Nidda. Il est blessé de plusieurs coups de sabre au combat du 8 septembre 1799, à l’armée des Alpes. 
Le 4 novembre 1799, à la bataille de Savillan, il a son cheval tué sous lui, et le 7 décembre 1799, il reçoit son brevet de chef d’escadron. Pendant les combats de l’an IX, il donne de nouvelles preuves de son courage, et il est envoyé en garnison à Codogno en l’an X et en l’an XI. Il est nommé major le 29 octobre 1803, au 16e régiment de chasseurs à cheval, et il est fait chevalier de la Légion d’honneur le 25 mars 1804. 
Le 21 germinal an XII (11 avril 1804) à Crema (République italienne), pour son admission dans l'Ordre de la Légion d'honneur, il prête serment en ces termes :
« Je jure, sur mon honneur, de me dévouer au service de la République ; à la conservation de son territoire dans son intégrité ; à la défense de son gouvernement, de ses lois et des propriétés qu'elles ont consacrées ; de combattre, par tous les moyens que la justice, la raison et les lois autorisent, toute entreprise tendant à rétablir le régime féodal, à reproduire les titres et qualités qui en étaient l'attribut ; enfin de concourir de tout mon pouvoir au maintien de la liberté et de l'égalité ». 
Un mois après avait lieu la proclamation du Premier Empire...
De l’an XIV à 1807, il sert en Italie, et le 30 octobre 1805, en avant des redoutes de Caldiero, il charge à la tête de 3 compagnies du 15e chasseur, sur un bataillon de grenadiers hongrois, fort de 800 hommes et le force à mettre bas les armes. Le 15 décembre 1807, il prend le commandement du 3e régiment provisoire de chasseurs, et il fait partie de l’armée d’observation des Pyrénées-Orientales, en Catalogne. Il est nommé colonel commandant le 6e régiment de chasseurs à cheval le 14 mai 1808, mais il continue à commander le 3e provisoire jusqu’au 31 mars 1809, époque où il part pour le dépôt de son corps. Le 5 janvier 1808, à la tête de 100 chasseurs, il charge 12 à 1 500 insurgés qui ont repoussé nos avant-postes, les poursuit pendant près de deux lieues, et leur tue plus de 300 hommes. Le 2 septembre suivant à la fausse attaque du village de Molins de Rei, sur le Llobregat, à la tête de deux escadrons, il prend 1 pièce de canon aux Espagnols, dans une charge qu’ils tentent sur le pont.
Arrivé au dépôt du 6e régiment de chasseurs à cheval le 13 mai 1809, il rejoint les escadrons de guerre en Allemagne le 9 août suivant, et il est fait officier de la Légion d’honneur le 31 octobre 1809.
De retour en France après la paix, il est créé baron de l’Empire le 21 septembre 1810, et en 1812, il participe au sein de la Grande Armée, à la campagne de Russie. Blessé d’un coup de feu au bas ventre le 7 septembre 1812, lors de la bataille de la Moskova, il meurt le lendemain des suites de cette blessure.

## Dotation
- Dotation de 4 000 francs de rente annuelle sur les biens réservés en Hanovre le 15 août 1809.

## Armoiries
| Figure | Nom du baron et blasonnement |
| ------ | --- |
|        | Armes du baron François Ledard et de l'Empire, décret du 15 août 1809, lettres patentes du 21 septembre 1810, officier de la Légion d'honneur Écartelé au 1er d'or à la tête de cheval de sable bridée et allumée du champ au 2e des barons tirés de l'armée ; au 3e de gueules au compas ouvert en chevron alaisé d'or ; au 4e d'azur au lévrier d'argent. Livrées : les couleurs de l'écu. |

## Sources
- A. Lievyns, Jean Maurice Verdot, Pierre Bégat, Fastes de la Légion-d'honneur, biographie de tous les décorés accompagnée de l'histoire législative et réglementaire de l'ordre, Tome 4, Bureau de l’administration, 1844, 640 p. (lire en ligne), p. 374.
- « Cote LH/1541/32 », base Léonore, ministère français de la Culture
- « La noblesse d’Empire » (consulté le 30 avril 2017)
- Vicomte Révérend, Armorial du premier empire, tome 3, Honoré Champion, libraire, Paris, 1897, p. 79-80.
- Danielle Quintin et Bernard Quintin, Dictionnaires des colonels de Napoléon, S.P.M., 2013, 978 p. (ISBN 978-2-296-53887-0, lire en ligne)